# Иватино (Владимирская область)
Иватино — деревня в Меленковском районе Владимирской области России, входит в состав Даниловского сельского поселения.

## География
Деревня расположена на берегу реки Унжа в 15 км на юго-восток от центра поселения деревни Данилово и в 3 км на северо-запад от райцентра города Меленки.

## История
В 1859 году в деревне Иватино, относящейся к Приклонскому приходу, было 53 двора. 
В конце XIX — начале XX века деревня в составе Лехтовской волости Меленковского уезда. 
С 1929 года деревня входила в состав Большеприклонского сельсовета Меленковского района, с 2005 года — в составе Даниловского сельского поселения.
В 2010 году в деревню были переселены жители сгоревших деревень Мильдево, Каменка и посёлка Южный.

## Население
| 1859 | 1897 | 1905 | 1926 | 2002 | 2010 | 2021 |
| ---- | ---- | ---- | ---- | ---- | ---- | ---- |
| 471  | ↗539 | ↗633 | ↗822 | ↘523 | ↗582 | ↗641 |

## Инфраструктура
В деревне имеются детский сад № 16, фельдшерско-акушерский пункт.